# Полосатые волосохвосты
Полосатые волосохвосты (лат. Evoxymetopon) — род морских лучепёрых рыб из семейства волосохвостых (Trichiuridae).

## Описание
Тело сильно удлиненное. Профиль головы выпуклый. Межглазничное пространство также выпуклое. В спинном плавнике насчитывается 10 колючих и 77 мягких лучей. Первый колючий луч спинного плавника иногда может быть равным длине головы. Шип позади ануса имеет вид чешуйки в форме киля. В анальном плавнике передние лучи, лишь немного выступают из-под кожи. Задние лучи в анальном плавнике в количестве около 20, выраженные и поддерживают плавник. Брюшные плавники чешуйковидные, располагаются на расстоянии длиной в диаметр глаза позади заднего конца основания грудного плавника.

## Биология
Глубоководные виды. Обитают над континентальным склоном на глубинах до 400 м.

## Ареал
Обитают водах Атлантического, Индийского и Тихого океанов.

## Классификация
На май 2019 года в род включают 4 вида:
- Evoxymetopon macrophthalmus Chakraborty, Yoshino & Iwatsuki, 2006
- Evoxymetopon moricheni Fricke, Golani & Appelbaum-Golani, 2014[5]
- Evoxymetopon poeyi Günther, 1887
- Evoxymetopon taeniatus Gill, 1863 — Полосатый волосохвост[1]